# Les dormeurs (obra de Sophie Calle)
Los durmientes o en su idioma original Les dormeurs es una obra de la artista Sophie Calle realizada en 1979 en su apartamento en París. La obra consiste en 176 fotografías diferentes a blanco y negro con 23 carteles de texto; todas las piezas (fotografías y textos) tienen un tamaño de 15,2 x 20,3 cm y están acomodadas en un panel rectangular de 10 piezas x 20 piezas con una dimensión total de 155,6 × 447 × 2,5 cm.

## Creación del evento
La obra se realizó en París a modo de documental de un evento preparado por la misma artista: Calle se puso en contacto con veintiocho personas voluntarias de diferentes edades, género y situaciones personales, para pedirles que durmieran en la cama de ella durante una semana, por períodos aproximados de ocho horas, mientras ella los observaba. Calle pedía la autorización de sus participantes para tomarles fotografías mientras dormían y escribía algunas de las conversaciones que tenían después. Las conversaciones que la artista sostenía con sus invitados eran principalmente distantes y acerca de temas triviales.

## Temática
La temática se basa en la situación propuesta por la artista que respondía a su interés por la intimidad propia y del otro. Las fotografías de los durmientes son muestra fiel de su intimidad más que cualquier información que Calle haya podido obtener de las conversaciones, pues las fotografías son retratos del estado íntimo más inconsciente de ellos. Por otro lado, el espacio en que son tomadas las fotografías también retrata este factor íntimo de parte de la artista. No es un lugar público como había sido en algunas de sus obras anteriores: es su habitación y su propia cama. Sin embargo, la temática de la obra no trata únicamente la intimidad, también el rito: cada semana Calle convierte su habitación en una estancia nueva y limpia a espera de otro durmiente. Esto se puede apreciar en las fotografías por la diferencia de tonos de las sábanas usadas en las diferentes sesiones.

## Composición
No todas las fotografías tienen la misma composición visual: en cuanto al ángulo, la toma, la luz, o el contenido. Algunas fotografías son tomadas en un plano general que muestra la posición de los cuerpos y su relación con el espacio; en otros casos, los participantes se encuentran en la cama pero despiertos  y observándonos. La interacción de algunos participantes con la cámara se puede apreciar en las secuencias de la sexta y la última fila, estas fotografías evocan la sensación de movimiento y dejan ver la reacción de los participantes con la cámara. Algo similar sucede en otras secuencias del panel en las cuales se observa el movimiento de los invitados pero no hay una mirada directa al lente.
En otros espacios del panel se observan algunas series cortas en las que se perciben cambios sutiles en la posición del durmiente o de la toma. También resaltan algunas fotografías de primeros planos y llama la atención la última fotografía del panel en que no hay  presencia de cuerpos, no se distingue la posición del durmiente ni la habitación de la artista. Estas fotografías difieren del resto porque no se observa la relación entre los personajes y el entorno. 

### Espacio y orden
El espacio cumple un papel fundamental pues brinda el contexto de acción y además es por dónde la artista se da a conocer. Sin embargo, en el panel se aprecia una sola vista de la habitación. Por esta razón resalta la quinta fotografía de la  primera fila en la cual hay una pareja frente a una ventana oscura. Esta fotografía deja ver la cortina que separa el espacio interno de la habitación con el espacio externo y oscuro del que no se tiene conocimiento, mientras que a su vez se crea un fuerte contraste que centra la atención en la mirada compartida de la pareja.  
Se observa que en las fotografías de las parejas mientras algunos están despiertos posando sonrientemente a la cámara, otros duermen y son capturados en el formato más trabajado tipo documental. También se puede observar que el panel está compuesto con un orden temporal o con una intención cronológica, es decir, las fotografías en el panel están dispuestas según el cambio de durmiente que ocupa la habitación, por esto se pueden observar algunas secuencias. En general todas las fotografías de una persona o una pareja están seguidas  una de la otra y los carteles se encuentran al final de cada sesión.

### Carteles
Los carteles de texto tienen el mismo tamaño de las fotografías y consisten en textos explicativos acerca de las entrevistas con los durmientes. Sin embargo, las fotografías tienen un espacio adicional al margen de impresión y la artista lo ha destinado a escribir información como la hora a la que fue tomada o datos cortos y puntuales del durmiente. Teniendo en cuenta esto se puede determinar que la composición total de la obra cumple una función de reportaje no solo con las fotografías sino también con los escritos.

## Intención
El reportaje que la artista plasma en la obra no es únicamente acerca de las acciones, los gestos o las formas de los durmientes, también es acerca de cómo ella misma se enfrenta a ellos y los observa. Es acerca de la situación en su totalidad: Invitar extraños a dormir en su cama. De esta manera el reportaje se hace de manera visual y siguiendo una narrativa que se hace más evidente con el componente literal de la obra. La narrativa es leída a partir del primer cartel de texto, luego se leen las fotografías y los carteles consecutivos de manera horizontal hasta continuar con el renglón siguiente, similar a una página escrita. 
La obra termina con una fotografía del espacio sin durmientes y sin despiertos. Esta fotografía consiste únicamente en los elementos que usaron los visitantes a lo largo de su estadía: la cama, las sábanas y una bandeja de comida. Un gesto que abre paso a pensar en el vacío que queda tras la partida de un huésped.

## Interpretación
El análisis formal conlleva a la consideración de una interpretación crítica de la  obra a partir de tres ejes: la relación parasitaria que surge en la irrupción de la intimidad del otro, la capacidad del estudio visual como medio revelador de la identidad de un extraño introducido en la imagen pública y la inversión de roles entre el espectador y la obra considerando a la artista como la moderadora entre estas dos partes. 

### Relación parasitaria
La relación parasitaria que surge entre la artista y el huésped, se considerada por la irrupción en la intimidad este último. Esta relación se da en cuanto a que la obra muestra un claro interés por la vida del otro que pasa de un plano entre observadores a un plano en que se aprovecha de una figura que en principio es privada pero la artista la vuelve pública. Este hecho hace de la obra una obra transgresora al difuminar la línea que divide lo público de lo privado. También es un hecho que se puede ver desde la teoría feminista que trastoca el rol de la mujer como un agente pasivo parásito a un agente activo parasitario y determinante en el rol de otro agente incluso masculino.
El hecho de fundamentarse en la imagen  pública puede relacionarse a la primera etapa de Warhol de dos formas. La primera se enmarca en la exploración de un estado íntimo como la muerte de agentes comunes y corrientes que gracias a la obra pasan a ser una imagen de consumo público como en la obra Tunafish disaster (1963). La segunda está enmarcada en la dicotomía de conocer la imagen de la persona pública mas no a la persona real, en este caso el artista realizó obras como Díptico Marilyn (1962) para hacer más íntima la imagen de la estrella pública. Calle muestra la imagen que ahora es pública y puede ser reconocida por el público, pero son entes desconocidos en esencia y a pesar de que las escenas sean personales. 
La relación que tiene Calle con sus durmientes es de adentrarse en la intimidad de un desconocido a través de su imagen. Esta cercanía le otorga a la artista el poder de apropiarse de la escena para representarla y enmarcarla en el contexto de su propia intimidad. A partir de esto surge una dinámica de conocerse así misma mientras estudia e intenta conocer al otro. Por otra parte, los durmientes salen de la habitación de la artista y pasan a ser unas personas comunes y corrientes que ahora pertenecen al público.

### Estudio visual revelador de la identidad
El reportaje de la artista permite plantear interrogantes acerca de la  posibilidad de que la sola imagen revele partes de su identidad. Este planteamiento se puede observar en otras obras de la artista como Suite Vénitienne (1980) en que el reportaje estuvo dirigido a los lugares que una persona frecuentaba. Sin embargo, en  Les dormeurs, la artista obtiene un amplio repertorio de cómo diferentes personas actúan frente a una misma acción. Calle observa que a partir de las diferencias y semejanzas en sus fotografías, se daba la posibilidad de conocer a la persona. Por esta razón las conversaciones que la artista sostenía con los huéspedes no eran profundas, la artista no pretendía conocerlos a través de palabras sino a través de lo que las imágenes revelaran. 
La revelación de la identidad a través de la imagen podría asimilarse con la propuesta de  Rosa Martínez-Artero al considerar el retrato como la verdadera expresión de la presencia del sujeto, que cuenta la verdad al volver a evocar la imagen  del retratado. De esta forma, las fotografías de Calle dan indicios de una revelación de la presencia y la identidad del sujeto por sus cuerpos, su intimidad, sus costumbres y el rastro de que pasaron por ahí. Por otro lado, también se vuelve una obra transgresora en el sentido de que la obra es posible gracias a que primero viola la privacidad de los agentes y segundo en el hecho de que vuelve al espectador en un colaborador a las violaciones de la privacidad y la intimidad al observar su obra.

### Inversión de roles
El sujeto que es retratado como el durmiente (que es un agente común y corriente en la sociedad) primero es observado por la artista. Cuando la artista expone su estudio y el conocimiento que ha obtenido en la obra, también se expone así misma y la imagen del espectador se vuelve la imagen en la obra, en este caso entendiendo al espectador como la artista. Sin embargo, al ser el durmiente un agente de la sociedad también es espectador al igual que Calle y por ende también se entiende al durmiente como espectador e imagen de la obra. Entonces el nacimiento de la obra y la obra en sí se basa en el acto de observar al espectador. 
Por lo tanto la obra no solo es transgresora, también es novedosa en el sentido en que juega con los roles del espectador, el retratado y la obra hasta el  punto en que el espectador, el retratado y la obra llegan a ser el mismo sujeto. Esto se pone en contraste con  el rol que cumple la artista en su obra: en un primer momento es la espectadora de sus potenciales imágenes;  y  en un segundo momento mientras realiza la obra se introduce en ella desde los términos del retrato expandido, una representación de ella y de su presencia a través de su habitación como muestra de su identidad. De esta forma, se determina que la artista hace que ella así como el espectador pasen por una serie de cambios de roles. Estos cambios terminan generando una obra que transita entre extremos opuestos, por un lado es personal, por otro lado es ajena; por un lado es pública y por otro es privada; por un lado es disruptiva pero también acogedora.